# Гистероидные
Гистероидные (Histeroidea) — надсемейство жуков из серии семейств Стафилиниформные (Staphyliniformia).

## Описание
Надсемейство впервые было выделено на основании строения гениталий, компактной булавы усиков, строения мандибул и надкрылий, хищного образа жизни. Молекулярными исследованиями было подтверждена монофилия и близость к надсемейству Hydrophiloidea.

## Классификация
4 семейства (одно ископаемое). В 2022 году в ходе интегрирования данных филогеномики и палеонтологии была разработана новая классификация жесткокрылых, в которой надсемейство Histeroidea сближается с Hydrophiloidea и вместе с ним включено в серию Staphyliniformia.
В России представлены следующие семейства (оценка числа видов по О. Л. Крыжановскому, 1995).
- Карапузики (Histeridae Gyllenhal, 1808) — 211 видов
- Таёжники (Sphaeritidae Shuckard, 1839) — 2 вида
- Синтелииды (Synteliidae Lewis, 1882) — 1 вид
- † Cretohisteridae Zhou, Caterino, Ślipiński and Cai, 2018